# San Pablo de la Moraleja
San Pablo de la Moraleja es una localidad y un municipio de España perteneciente a la provincia de Valladolid, en la comunidad autónoma de Castilla y León. En 2017 contaba con una población de 117 habitantes empadronados.

## Geografía
Ubicación
La localidad está situada a una altitud de 790 m s. n. m. El término municipal linda con los de Ataquines, Montejo de Arévalo, Palacios de Goda, Muriel de Zapardiel y Salvador de Zapardiel.
| Noroeste: Ataquines           | Norte: Ataquines      | Noreste: Ataquines        |
| Oeste: Salvador de Zapardiel  |                       | Este: Montejo de Arévalo  |
| Suroeste: Muriel de Zapardiel | Sur: Palacios de Goda | Sureste: Palacios de Goda |

## Geografía humana

### Demografía
Cuenta con una población de 107 habitantes (INE 2024).
| Gráfica de evolución demográfica de San Pablo de la Moraleja entre 1842 y 2021 |
| |
| Población de derecho según los censos de población del INE Población de hecho según los censos de población del INEEntre el censo de 1857 y el anterior, crece el término del municipio porque incorpora a 475009 (Honquilana) |